# Rafael Tejada
Rafael Antonio Tejada Linares (ur. 12 marca 2003 w Santa Ana) – salwadorski piłkarz z obywatelstwem amerykańskim występujący na pozycji napastnika, reprezentant Salwadoru, od 2023 roku zawodnik FAS.